# Morbosità
La morbosità è un indice della statistica sanitaria che esprime la frequenza di una malattia in una popolazione. È definito come il rapporto tra il numero di soggetti malati e la popolazione totale.

## Descrizione
È un indice fondamentale per le analisi epidemiologiche. Poter misurare la morbosità significa infatti poter conoscere come, dove e quanto incide – a danno della popolazione oggetto di studio – la morbosità in genere e, in particolare, ogni singola malattia.
L'analisi statistica della morbosità in tutti i paesi si basa su:
- dati relativi alle malattie infettive e malattie diffusive soggette a denuncia obbligatoria;
- dati rilevabili dagli ospedali, quali ad esempio ricoveri, dimissioni, ROD (Raggruppamenti omogenei di diagnosi) e MDC (Major Diagnostic Categories);
- eventuali indagini a campione;
- indirettamente e più significativamente sulla mortalità in funzione dell'attendibilità delle cause di morte.

Gli indicatori biodemografici che misurano la morbosità rientrano tra i rapporti di derivazione secondo lo schema:
- Popolazione = fenomeno primario;
- Malati = fenomeno derivato di 1ª specie (morbosità);
- Morti = fenomeno derivato di 2ª specie (mortalità).

Rapporti di derivazione che vedono al numeratore il fenomeno oggetto di indagine e al denominatore il fenomeno dal quale il fenomeno oggetto di indagine deriva.
Per l'analisi statistica della morbosità, oltre all'indice di morbosità generale (percentuale di malati sul totale della popolazione), si possono determinare, a seconda delle circostante, altri indici, come l'indice specifico di morbosità (percentuale di malati di una specifica malattia sul totale della popolazione).
Ciascuno di questi indici può essere rilevato per sesso, classi di età, professione ecc.
Assumono inoltre particolare rilevanza l'indice di morbosità incidente e l'indice di morbosità esistente, il primo relativo ai nuovi casi riscontrati, il secondo a tutti i casi, vecchi e nuovi.
Mentre la morbosità incidente ha sempre significatività statistica, la morbosità esistente assume significatività nelle malattie croniche (appare evidente infatti che nelle malattie acute – come ad esempio l'influenza – morbosità incidente e morbosità esistente vengono di fatto a coincidere.